# Вишневский, Евгений Кондратьевич
Евге́ний Кондра́тьевич Вишне́вский (1 (13) ноября 1876, Брест-Литовск, Гродненская губерния — после 1945) — русский военачальник, участник Первой мировой войны и Гражданской войны в России на Восточном фронте. 

## Биография

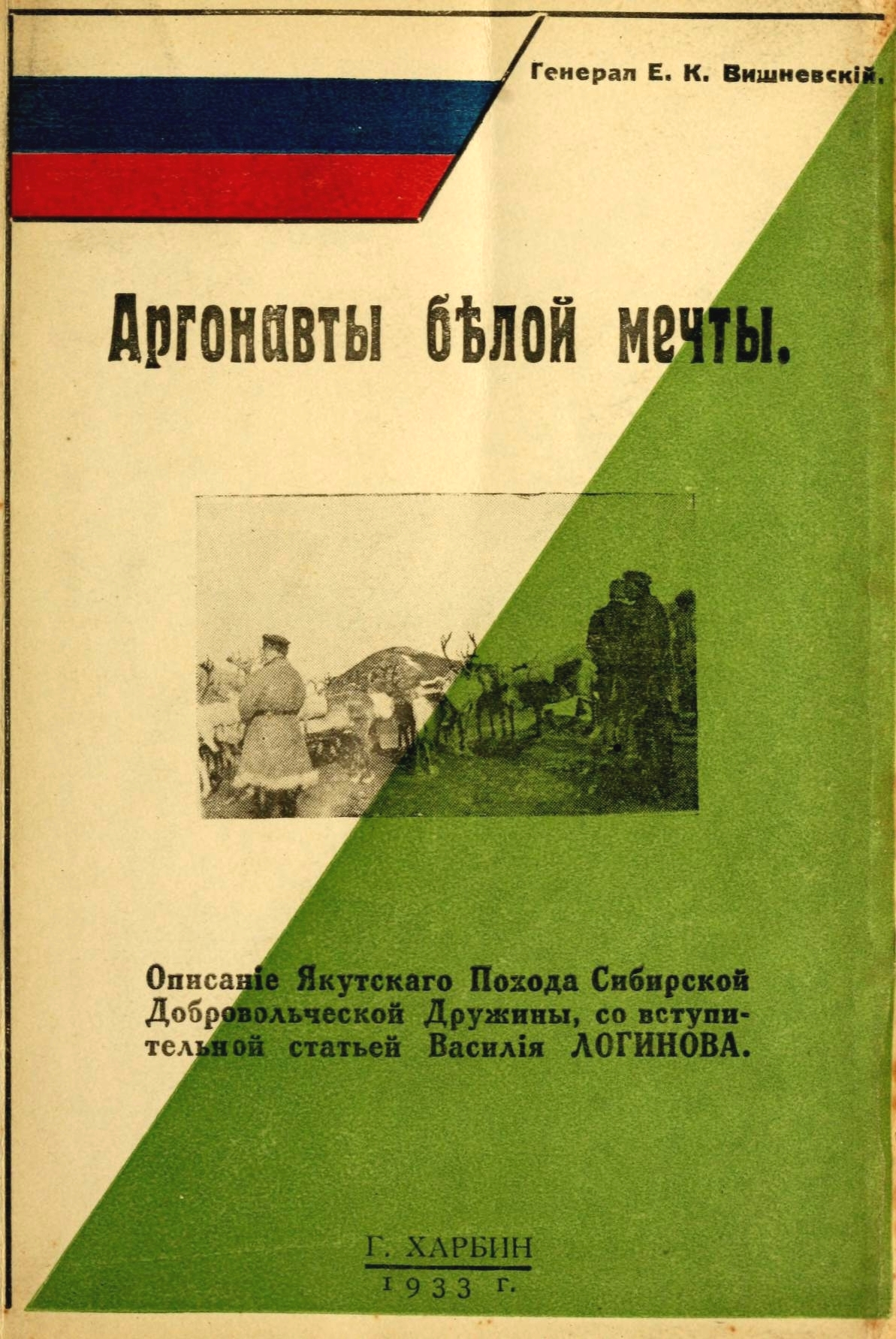
Обложка воспоминаний «Аргонавты белой мечты»

Родился 13 ноября 1876 года (1 ноября по ст. ст.) в Брест-Литовске Гродненской губернии. Происходил из дворян Вишневских.
В 1894 году окончил Брест-Литовскую прогимназию и поступил в Одесское военное училище, из которого он выпустился в 1898 году.
С 1894 г. вольноопределяющийся в Брест-Литовском крепостном пехотном полку.
В 1899 г. подпоручик 7-го пехотного Ревельского полка, в 1903 г. поручик.
В период русско-японской войны в 7-м Восточно-Сибирском стрелковом полку, полковой казначей.
Штабс-капитан (1907), полковой адъютант (1910), командир нестроевой роты (1912); исполнял должность начальника хозяйственной части (1913).
В Первую мировую войну командир 2-й роты, капитан (1914); 6 ноября 1914 г. был ранен под д. Станиславов под Лодзью, с 30 января 1915 г. командир батальона; За боевые отличия произведён в подполковники (1915); полковник (1916). Временно исполнял должность командира 7-го Сибирского стрелкового полка (1916). Командир 64-го Сибирского стрелкового полка (с марта 1917), 25-го Сибирского стрелкового запасного полка (с октября 1917). За воинскую доблесть был награждён Орденом Святого Георгия.
После демобилизации вернулся в Томск.
1 января 1918 года в Томске вместе с полковником Самароковым организовал тайное офицерское общество, целью которого было свержение Советской власти в городе. 27 мая при участии подполковника А. Н. Пепеляева тайная организация совершила переворот, в результате чего 31 мая в Томске была установлена власть Западно-Сибирского комиссариата. 1 июня 1918 года назначен командиром 2-го Томского полка (впоследствии Мариинского). 23 июня назначен командиром 1-й Томской Средне-Сибирской стрелковой дивизии в составе 1-го Средне-Сибирского стрелкового корпуса Пепеляева. 13 августа произведён в генерал-майоры. Участвовал в боях на Байкале. 15 октября 1918 года назначен помощником Пепеляева. С 27 октября — начальник корпусного округа, с 11 декабря — главный начальник Самаро-Уфимского края.
С 15 апреля 1919 года — и. о. начальника военно-административного управления района Западной армии. С 5 августа того же года пребывал в распоряжении главнокомандующего Восточным фронтом. 17 августа назначен начальником 7-й Сибирской стрелковой дивизии. С 10 октября 1921 года — командир Сибирского стрелкового полка. После назначен командиром 1-го отдельного Сибирского стрелкового полка. 23 марта 1922 года назначен командиром 3-й отдельной стрелковой бригады. 15 мая того же года назначен командиром 1-й стрелковой бригады.
В 1922—1923 годах участвовал в походе генерала Пепеляева на Якутск. 10 мая 1923 года отправлен Пепеляевым с группой военных в Охотск. 22 июня вышел к берегу Охотского моря, где был подобран японской шхуной. Через Японию перебрался в Маньчжурию. Таким образом Вишневский избежал пленения красными.
Эмигрировал в Китай. С 1925 служил кассиром на Сунгарийских мельницах в Хайларе. С 1928 счетовод, управляющий конторой изд-ва газ. «Гун-Бао». Член Дальневосточного отдела Русского общевоинского союза. На 18 марта 1937 уполномоченный 3-го отдела Бюро по делам российских эмигрантов в Маньчжурской империи (БРЭМ) по группе русских служащих издательства газеты «Гун-Бао» в Харбине (до 1937). В 1938 брокер страхового общества «Имсен» в Харбине. С 1939 бухгалтер технико-строительного подотдела 4-го отдела БРЭМ. В октябре 1939 — апреле 1940 — уполномоченный 3-го отдела БРЭМ по группе русских служащих технической конторы того же подотдела. С 1942 член Объединения выпускников Одесского пехотного юнкерского училища. В 1943—44 преподаватель русского языка на курсах японской молодёжи в Харбине. С 1944 председатель правления литературно-художественного кружка им. генерала Л. Г. Корнилова, позднее член правления кружка. В августе 1944 поступил на службу в БРЭМ. В 1945 служил кладовщиком пекарни в обществе «Пекарь» в Харбине, был депортирован в СССР и репрессирован.

## Награды
- Георгиевское оружие (полковник, 64-й Сибирский стрелковый полк, приказ Временного Правительства от 6 августа 1917 года)[1]
- Орден Св. Анны IV-й степени с надписью «За храбрость» (подполковник, 7-й Сибирский стрелковый полк, приказ Его Императорского Величества от 15 июля 1916 года)[2]
- Орден Св. Станислава II-й степени с мечами (полковник, 7-й Сибирский стрелковый полк, приказ Его Императорского Величества от 7 ноября 1916 года)[3]
- Орден Св. Анны II-й степени с мечами (подполковник, 7-й Сибирский стрелковый полк, приказ Его Императорского Величества от 19 января 1917 года)[4]
- Орден Св. Равноапостольного Князя Владимира III-й степени с мечами (подполковник, 7-й Сибирский стрелковый полк, приказ Его Императорского Величества от 14 февраля 1917 года)[5]

## Сочинения
- Аргонавты белой мечты. — Харбин, 1933.
- Муринская операция.